# Hella Jongerius

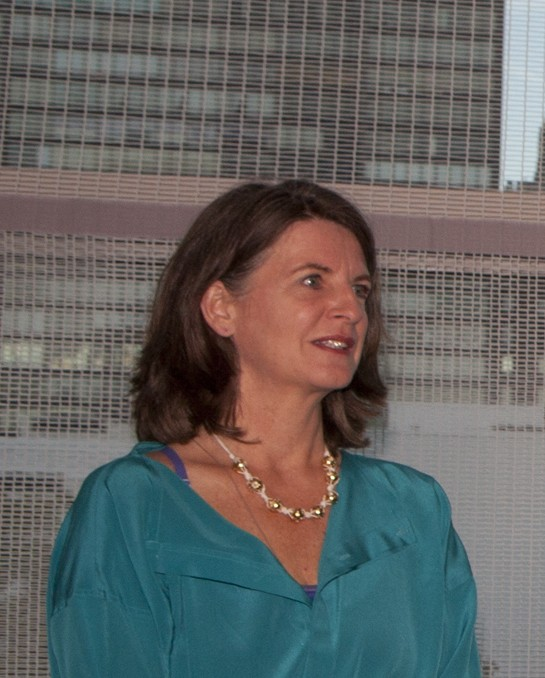
Hella Jongerius

Hella Jongerius, född 1963 i De Meern i Nederländerna, är en nederländsk formgivare.

## Biografi
Jongerius studerade industriell design vid Design Academy Eindhoven och tog examen 1993. Samma år gick hon med i designkollektivet Droog Design. År 1998 började hon undervisa i industriell design vid Design Academy Eindhoven. Hon erhöll 2003 Rotterdam Designprijs och 2004 priset vid Paris möbelmässa (Créateur de l'Année du Salon du Meuble).
Hon startade sitt eget designstudio, Jongeriuslab, i Rotterdam år 1993. Hon jobbar åt Maharam (New York), KLM (Nederländerna), Vitra (Schweiz), Ikea, Camper (Spanien), Nymphenburg (Tyskland) och Royal Tichelaar Makkum (Nederländerna). Hennes verk har ställts ut på gallerier och museer såsom Cooper Hewitt National Design Museum (New York), MoMA (New York), Stedelijk Museum (Amsterdam), Museum Boijmans Van Beuningen (Rotterdam), the Design Museum (London), Galerie kreo (Paris) och Moss gallery (New York). 2009 flyttade Jongerius sin studio till Berlin.
Jongerius finns representerad på Museum of Modern Art, Nationalmuseum, Victoria and Albert Museum och Vitra Design Museum

## Verk
Genom Jongeriuslab producerar Jongerius textilier, porslin och möbler. Hennes design går ut på att kombinera motsatser  till exempel ny teknologi och handgjorda föremål, industriell design och hantverk, det traditionella och det samtida. 2012 ritade hon ny inredning och fåtöljer åt KLM:s business class kabin ombord Boeing 747. Hon gick vidare sedan med inredningen för business och economy class ombord KLM:s Boeing 777 och Dreamliner. Tillsammans med arkitekten Rem Koolhaas har hon ritat om the North Delegates' Lounge vid Förenta nationernas högkvarter i New York. För Porzellanmanufaktur Nymphenburg har Jongerius ritat Nymphenburg Sketches, Four Seasons samt Animal Bowls.
- Bath Mat, Droog Design, Möbelmässan Milano, 1993
- Serie Soft Urn, Droog Design, 1994
- B-set, Royal Tichelaar Makkum, 1999
- Crystal Frock Chandelier, Swarovski, 2002
- Soffa Polder, Vitra, 2005